# マリアーノ・サビーナ
マリアーノ・サビーナ（伊: Magliano Sabina）は、イタリア共和国ラツィオ州リエーティ県にある、人口約3,400人の基礎自治体（コムーネ）。

## 地理

### 位置・広がり
リエーティ県西端のコムーネ。テルニから南南西へ26km、県都リエーティから西へ31km、ヴィテルボから東南東へ31km、ローマから北へ51kmの距離にある。

#### 隣接コムーネ
隣接するコムーネは以下の通り。括弧内のTRはテルニ県、VTはヴィテルボ県所属を示す。
- カルヴィ・デッルンブリア (TR)
- チーヴィタ・カステッラーナ (VT)
- コッレヴェッキオ
- ガッレーゼ (VT)
- モンテブオーノ
- オルテ (VT)
- オトリーコリ (TR)

### 気候分類・地震分類
マリアーノ・サビーナにおけるイタリアの気候分類 (it) および度日は、zona D, 1769 GGである。
また、イタリアの地震リスク階級 (it) では、zona 2B (sismicità media) に分類される。